# Milan (Georgia)
Milan is een plaats (town) in de Amerikaanse staat Georgia, en valt bestuurlijk gezien onder Dodge County en Telfair County.

## Demografie
Bij de volkstelling in 2000 werd het aantal inwoners vastgesteld op 1012.
In 2006 is het aantal inwoners door het United States Census Bureau geschat op 1021, een stijging van 9 (0,9%).

## Geografie
Volgens het United States Census Bureau beslaat de plaats een oppervlakte van
8,1 km², geheel bestaande uit land. Milan ligt op ongeveer 95 m boven zeeniveau.

## Plaatsen in de nabije omgeving
De onderstaande figuur toont nabijgelegen plaatsen in een straal van 24 km rond Milan.